# Kiru (Tanzania)
Kiru è una circoscrizione rurale (rural ward) della Tanzania situata nel distretto di Babati, regione del Manyara. Conta una popolazione di 13 119 abitanti (censimento 2012).